# Bokrijks
Bokrijks is een Belgisch bier van hoge gisting.
Het bier wordt gebrouwen in Brouwerij du Bocq te Purnode.
Het is een lichtblond bier met een alcoholpercentage van 7,2%. Het bier wordt gebotteld in stenen kruiken, 90% bestemd voor export.